# George Cîmpanu
George Cîmpanu, né le 8 octobre 2000 à Bucarest en Roumanie, est un footballeur roumain qui évolue au poste d'ailier droit à l'Universitatea Craiova.

## Biographie

### En club
Né à Bucarest en Roumanie, George Cîmpanu commence sa carrière au FC Botoșani. Il joue son premier match en professionnel le 20 juillet 2019, lors d'un match de championnat face au FC Voluntari.
Le 24 août 2019, il inscrit son premier but en première division, sur la pelouse du CFR Cluj, mais ne peut empêcher la lourde défaite de son équipe, 4-1.
Le 5 octobre 2020, George Cîmpanu rejoint l'Universitatea Craiova. Il joue son premier match sous ses nouvelles couleurs le 6 novembre 2020 face au Chindia Târgoviște. Il entre en jeu et son équipe s'incline (0-1 score final).
Le 4 septembre 2023, George Cîmpanu est prêté par l'Universitatea Craiova à l'Universitatea Cluj pour une saison.

### En sélection nationale
Le 8 septembre 2020, George Cîmpanu joue son premier match avec l'équipe de Roumanie espoirs face à Malte. Il entre en jeu à la place de Dennis Man, et les Roumains remportent la partie sur le score de trois buts à zéro. Il est ensuite retenu avec cette sélection pour disputer le championnat d'Europe espoirs en 2021. Il ne joue toutefois aucun match lors de ce tournoi. Avec un bilan d'une victoire et deux défaites, la Roumanie est éliminée dès le premier tour.

### En club
Universitatea Craiova
- Coupe de Roumanie (1) :
  - Vainqueur : 2020-21.
- Supercoupe de Roumanie (1) :
  - Vainqueur : 2021.